# Put do srca sunca
Put do srca sunca peti je studijski album grupe Majke. Objavljen je 1998. godine. Album je snimljen u studiju J.M. Sound u Zagrebu i Studio Tivoli u Ljubljani. 

## Pjesme
Tekstovi: Goran Bare, glazba: Zoran Čalić.
| Br. | Skladba                        | Trajanje |
| --- | ------------------------------ | -------- |
| 1.  | »Grešnik«                      | 3:35     |
| 2.  | »Otkuda sad ti«                | 3:18     |
| 3.  | »Opstani«                      | 3:40     |
| 4.  | »Jumbo-idiot«                  | 3:36     |
| 5.  | »Grad izgubljenih duša«        | 5:33     |
| 6.  | »Snaga istine – snaga ljubavi« | 3:12     |
| 7.  | »Ša-na-na (Molitva suncu)«     | 5:43     |
| 8.  | »Daj mi«                       | 3:47     |
| 9.  | »Hajde pleši sa mnom«          | 5:05     |
| 10. | »Rođenje«                      | 4:07     |

## Postava
1. Goran Bare – vokal
2. Tihomir Jalšovec – Čaka – bubnjevi
3. Kruno Domaćinović – električna gitara
4. Nedjeljko Ivković-Kilmister – bas-gitara
5. Zoran Čalić – akustična i električna gitara
6. Valerija Nikolovska – prateći vokali
7. Hrvoje Rupčić – perkusije, udaraljke